# حريشاويات
الحريشاويات (الاسم العلمي: Lithobiidea) هي رتيبة من المفصليات تتبع طائفة شفويات الأرجل من شعبة مفصليات الأرجل.

## فصائل
- الحريشية